# الطبعات
الطبعات منطقة عراقية في غرب قضاء الرطبة في أقصى غرب محافظة الأنبار، بالبادية العراقية، غرب العراق، البعد سبعون كيلومتراً بين الطبعات غرباً ومدينة الرطبة شرقاً. فيها خباري الطبعات، ومخفر محفور مجنه الحدودي ومطار الطبعات.